# Prezydenci Botswany

## Chronologiczna lista

### Legenda
- tymczasowo

| #         | Prezydent                    | Portret       | Kadencja         | Kadencja         | Partia polityczna | Partia polityczna |
| #         | Prezydent                    | Portret       | Od               | Do               | Partia polityczna | Partia polityczna |
| --------- | ---------------------------- | ------------- | ---------------- | ---------------- | ----------------- | ----------------- |
| Prezydent |                              |               |                  |                  |                   |                   |
| 1         | Seretse Khama (1921–1980)    |               | 30 września 1966 | 13 lipca 1980    |                   | BDP               |
| 2         | Quett Masire (1925–2017)     |               | 13 lipca 1980    | 18 lipca 1980    |                   | BDP               |
| 2         | Quett Masire (1925–2017)     | 18 lipca 1980 | 31 marca 1998    |                  |                   | BDP               |
| 3         | Festus Mogae (ur. 1939)      |               | 1 kwietnia 1998  | 1 kwietnia 2008  |                   | BDP               |
| 4         | Seretse Ian Khama (ur. 1953) |               | 1 kwietnia 2008  | 1 kwietnia 2018  |                   | BDP               |
| 5         | Mokgweetsi Masisi (ur. 1961) |               | 1 kwietnia 2018  | 1 listopada 2024 |                   | BDP               |
| 6         | Duma Boko (ur. 1969)         |               | 1 listopada 2024 | nadal urzęduje   |                   | BNF               |